# Peter Märkli
Peter Märkli (* 14. Juli 1953 in Zürich) ist ein Schweizer Architekt und emeritierter Universitätsprofessor.

## Werdegang
Märkli studierte Architektur zwischen 1972 und 1977 an der ETH Zürich. Während des Studiums lernte Peter Märkli den Architekten Rudolf Olgiati und den Bildhauer Hans Josephsohn kennen, dessen Plastiken viele seiner späteren Bauten zieren. 1978 gründete Märkli sein eigenes Büro in Zürich. Bekannt geworden ist Märkli unter anderem durch den Entwurf des La-Congiunta-Museums in Giornico für Josephsohn.
Märkli realisierte diverse Wohngebäude innerhalb der Schweiz in seinem charakteristischen Stil, der oft skulptural gebrochene oder überformte, eigentlich aber strenge Baukörper mit einer für ihn typischen erdigen Farb- und Materialästhetik verbindet. Zu seinen bekannteren neuen Bauten gehören ein Bürogebäude für den Novartis Campus in Basel und die Schulanlage Im Birch in Zürich-Oerlikon. Für die Stiftung PWG realisierte er an der Zürcher Bäckeranlage einen vielbeachteten Neubau, der 2005 die Auszeichnung für gute Bauten der Stadt Zürich erhielt.
Von 2002 bis 2015 hatte er eine Professur an der ETH Zürich inne. Seit 2013 ist er Visiting Professor an der MARCH school of architecture in Moskau.

## Bauten

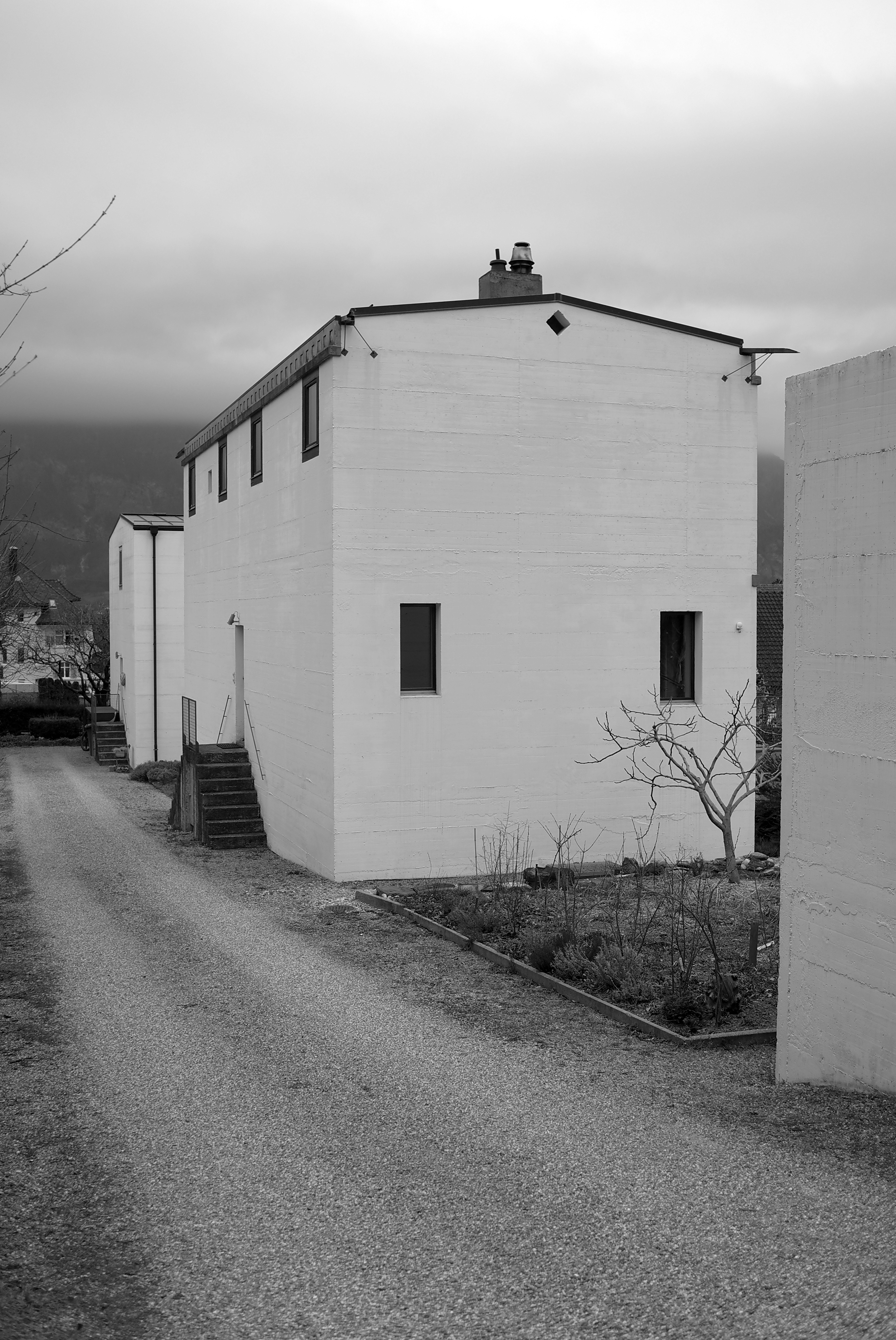
Zwei Häuser Kühnis, Kanton St. Gallen

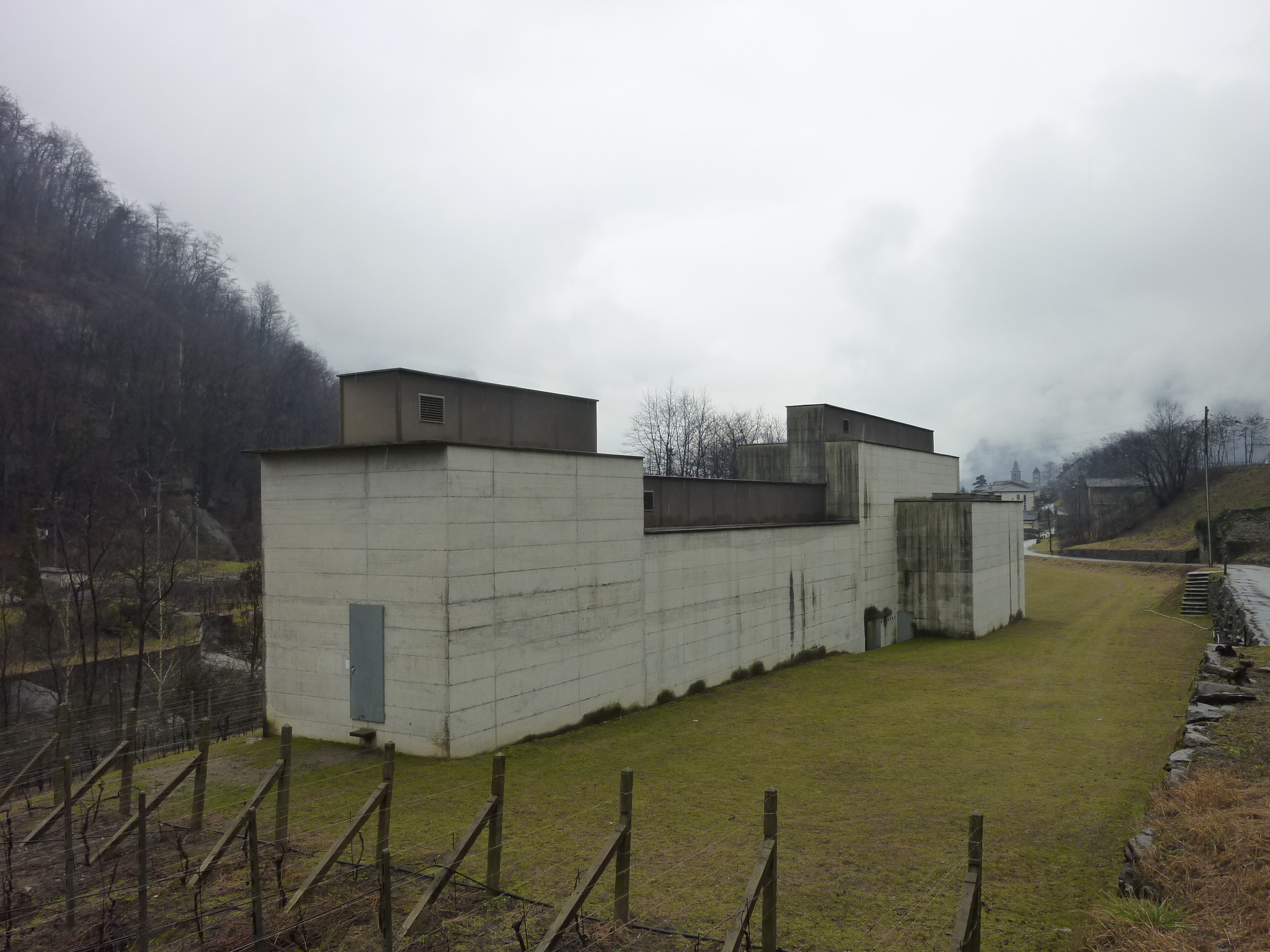
La Congiunta, Museum in Giornico

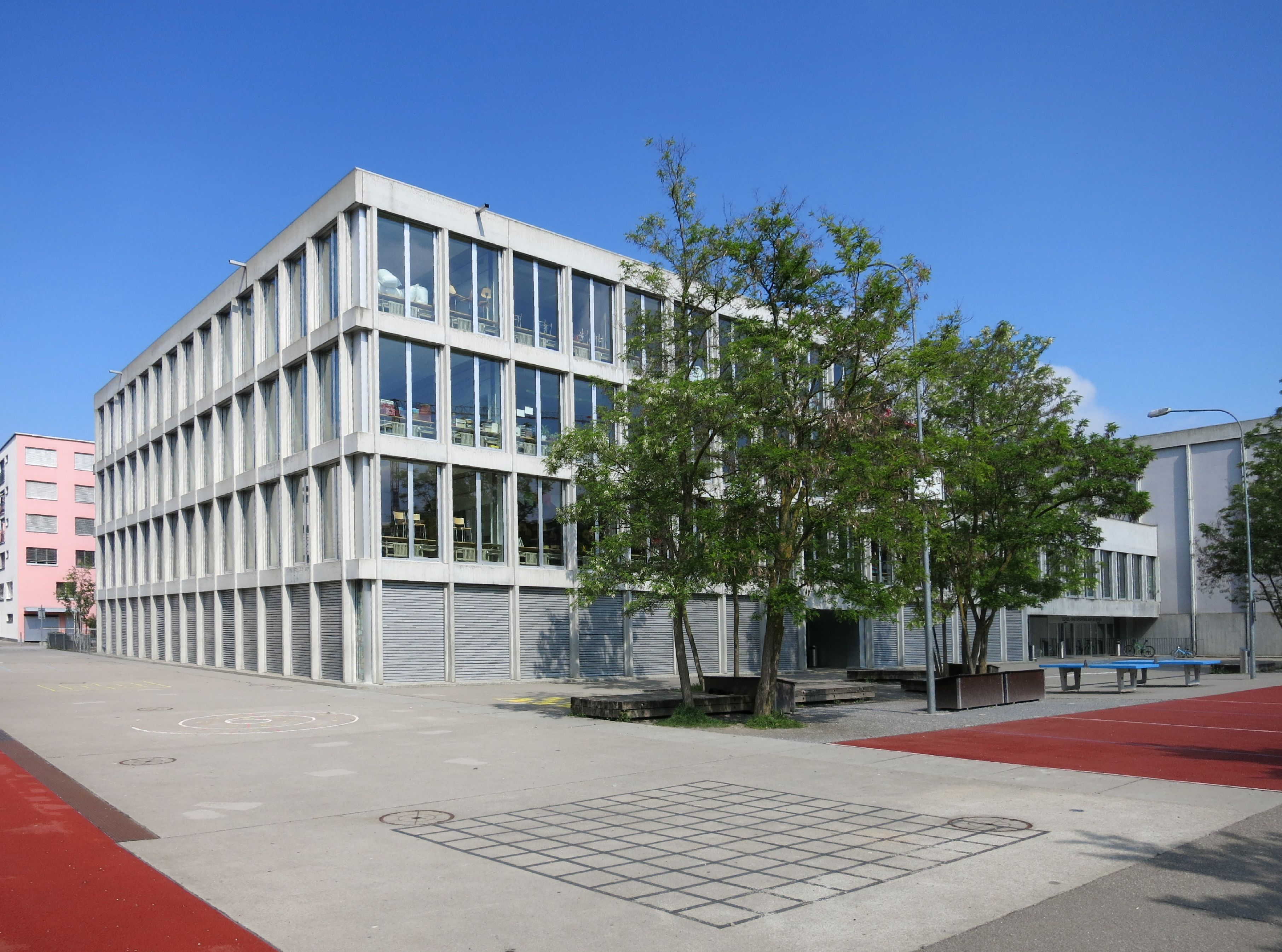
Schulhaus Im Birch, Zürich

- 1979: Doppelhaus. Mels mit Gody Kühnis[1]
- 1982: Zwei Häuser Kühnis. Kanton St. Gallen mit Gody Kühnis
- 1983: Haus Hobi. Kanton St. Gallen
- 1986: Mehrfamilienhaus. Sargans
- 1987: Haus Wegmann. Winterthur-Seen
- 1988: Mehrfamilienhaus. Trübbach[2]
- 1992: La Congiunta. Giornico mit Stefan Bellwalder[3]
- 1995: Mehrfamilienhaus, Brig mit Stefan Bellwalder[4]
- 1995: Haus Gantenbein. Kanton St. Gallen
- 1997: Haus Hürzeler. Kanton Zürich
- 1999: Haus Eser. Kanton Zug
- 2000: Haus Märkli. Kanton St. Gallen
- 2002: Einfamilienhaus. Triesenberg
- 2003: Neue Orgel des Basler Münsters
- 2003: Erweiterung und Generalsanierung einer Modellschule von Victor Hufnagel (1969–73). Wörgl, Österreich
- 2004: Schulhaus Im Birch. Zürich Oerlikon
- 2004: Umbau und Sanierung des Architekturmuseums in der Kunsthalle Basel
- 2005: Mehrfamilienhaus mit Restaurant. Hohlstrasse, Zürich
- 2006: Visitor Center, Novartis Campus. Basel
- 2007: Modellwohnungen Mustersiedlung Hadersdorf. Wien, Österreich
- 2008: Geschäftshaus am Picassoplatz. Basel
- 2009: Sanierung und Erweiterung zweier Mehrfamilienhäuser. Niklausen Schaffhausen
- 2012: Firmaneubau Synthes. Zuchwil / Solothurn
- 2012: Cave Fin Bec, Pont-de-la-Morge (Sion). Kanton Wallis
- 2013: Wohnüberbauung Gutstrasse. Zürich
- 2013: Fassadensanierung Geschäftshaus am Bleicherweg. Zürich
- 2013: Atelierhaus für zwei Musiker in Rumisberg. Bern
- 2014: Umbau Wohnung Müller. Zürich
- 2014: Gartenhaus Fluntern. Zürich
- 2014: Hotelfachschule Belvoirpark, Seestrasse. Zürich
- 2017: Erweiterung Einfamilienhaus Mastrils
- 2018: Erweiterung mit Schwimmbad Haus Gantenbein. Kanton St. Gallen
- 2018: Mehrfamilienhaus Güetliweg. Zürich Oerlikon
- 2019: Wohnüberbauung Greencity. Zürich
- 2021: Umbau Wohnung Kuschnig. Berlin
- 2021: Zwei Mehrfamilienhäuser. Zürichberg
- 2023: Umbau und Sanierung des Hochhauses an der Gutstrasse mit Pavillon und Garagen. Zürich
- 2024: Wohnüberbauung Entenbad mit 42 Wohnungen, Die Schächli Baugenossenschaft, Dietikon
- 2025: Transformation Bahnhofstrasse 3. Zürich

## Auszeichnungen und Preise
- 1995: Preis – Neues Bauen in den Alpen für La Congiunta
- 1997: Architekturpreis Beton für La Congiunta
- 2001: Swedish Concrete Award
- 2002: Heinrich-Tessenow-Medaille
- 2005: Auszeichnung für gute Bauten der Stadt Zürich für Mehrfamilienhaus Bäckeranlage
- 2012: Ehrenpreis – Tageslicht-Award
- 2016: RIBA International fellow
- 2017: Prix Meret Oppenheim

## Ausstellungen
- 1988: Architekturforum Zurich
- 2000: Architekturmuseum Basel
- 2002: Architectural Association, School of Architecture, London
- 2002: Festspielhaus Hellerau, Dresden
- 2002: Königliche Kunsthalle, Copenhagen
- 2003: Architekturgalerie, Hamburg
- 2005: Architektur Galerie, Berlin
- 2005: Kunsthalle, Vienna
- 2006: Architekturgalerie am Weissenhof, Stuttgart
- 2006: Architekturmuseum, Basel
- 2008: National Museum of Modern Art, Tokyo
- 2008: Architektur Galerie, Berlin
- 2012: Gallery A4, Takenaka Cooperation, Tokyo
- 2012: La Biennale di Venezia - common ground
- 2014: Ausstellung bei Alexander Sawwitsch Brodski Architect, Moskau
- 2014: Betts Project, architecture gallery, London
- 2014: SAM Schweizerisches Architekturmuseum Basel, Spatial Positions 8
- 2015: LUMA Foundation, gta Exhibitions, Theater Objects. A Stage for Architecture and Art, Zürich
- 2016: Ausstellung ETH-Haupthalle, MÄRKLI, Professur für Architektur an der ETH Zürich 2002–2015
- 2017: Ausstellung Neu Delhi
- 2017: Hauser & Wirth Somerset, Josephsohn / Märkli – A Conjunction, Bruton
- 2017: Galerie Současného Umění a Architektury, Peter Märkli – Kresby, Budweis
- 2017: Betts Project, architecture gallery, London
- 2018: Ausstellung Studio Brodsky, Moskau
- 2018: Museum für Architekturzeichnung, Berlin
- 2019: PLANETARIUM, gta Exhibitions, Oleg Kudryashov, Peter Märkli – Presented by Alexander Brodsky, Zürich
- 2019: Lisbon Architecture Triennale
- 2019: Copenhagen Biennale
- 2020: Betts Project, architecture gallery, London
- 2023: Ausstellung École Nationale Supérieure d’Architecture de Saint-Étienne: Peter Märkli. Dessins
- 2024: Ausstellung Istituto Universitario di Architettura di Venezia: Peter Märkli. Disegni

## Filme
- Architektur der Unendlichkeit by Christoph Schaub, 2019